# Санкт-Петербургско-Сабунчинское нефтепромышленное и торговое акционерное общество

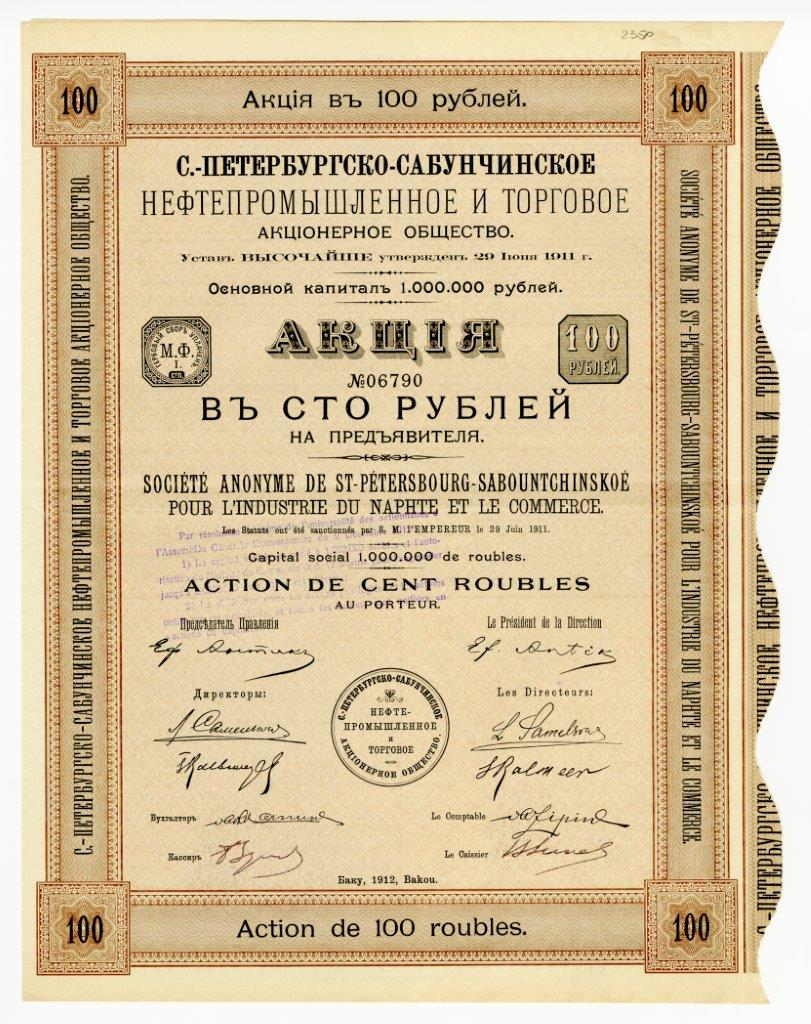
Акция в 100 руб. на предъявителя С.-Петербургско-Сабунчинского нефтепромышленного и торгового акционерного общества с основным капиталом в 1 млн. руб. Баку, 1912 г.

Санкт-Петербургско-Сабунчинское нефтепромышленное и торговое акционерное общество с основным капиталом в 1 млн. руб. было зарегистрировано в Баку (где и располагалось его Правление) в 1911 г. 29 июня того же года был Высочайше утвержден его устав. С 1913 г. и вплоть до национализации после установления в Азербайджане советской власти С.-Петербургско-Сабучинское общество занималось эксплуатацией нефтеносных участков близ села Сабунчи в Бакинском нефтегазоносном районе, а также торговлей нефтью и продуктами ее переработки. По некоторым данным объем собственной нефтедобычи Общества ежегодно составлял порядка 0,5 млн. пудов (8 тыс.т.)